# Lieutenant commander (États-Unis)
Pour les articles homonymes, voir Lieutenant commander.

L'insigne général d'officier O-4 des forces armées américaines servant notamment pour les Lieutenant commander.

Le grade de lieutenant commander est un grade militaire américain. Il est utilisé dans les branches navales des Forces armées des États-Unis, l'United States Navy et l'United States Coast Guard, mais aussi au sein du National Oceanic and Atmospheric Administration Commissioned Officer Corps, du Corps du service de Santé publique des États-Unis (en) et du Service Maritime des États-Unis (en)
Le pay grade, de lieutenant commander est O-4, et son code OTAN est OF-3. Il correspond ainsi au grade de major au sein des trois autres services à vocation terrestre ou aérienne.
Le lieutenant commander peut notamment diriger des escadrilles navales ou un sous-marin nucléaire d'attaque. Les lieutenant commander servent d'officiers en second au sein des équipes SEAL. Certains peuvent commander des dragueurs de mines ou des patrouilleurs.

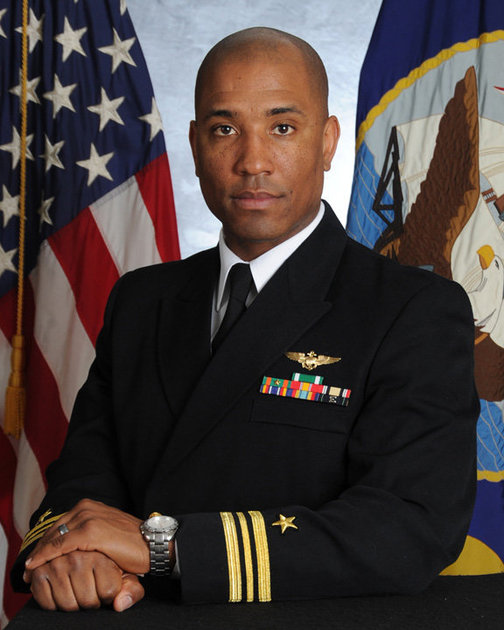
Un lieutenant commander de l'US Navy.
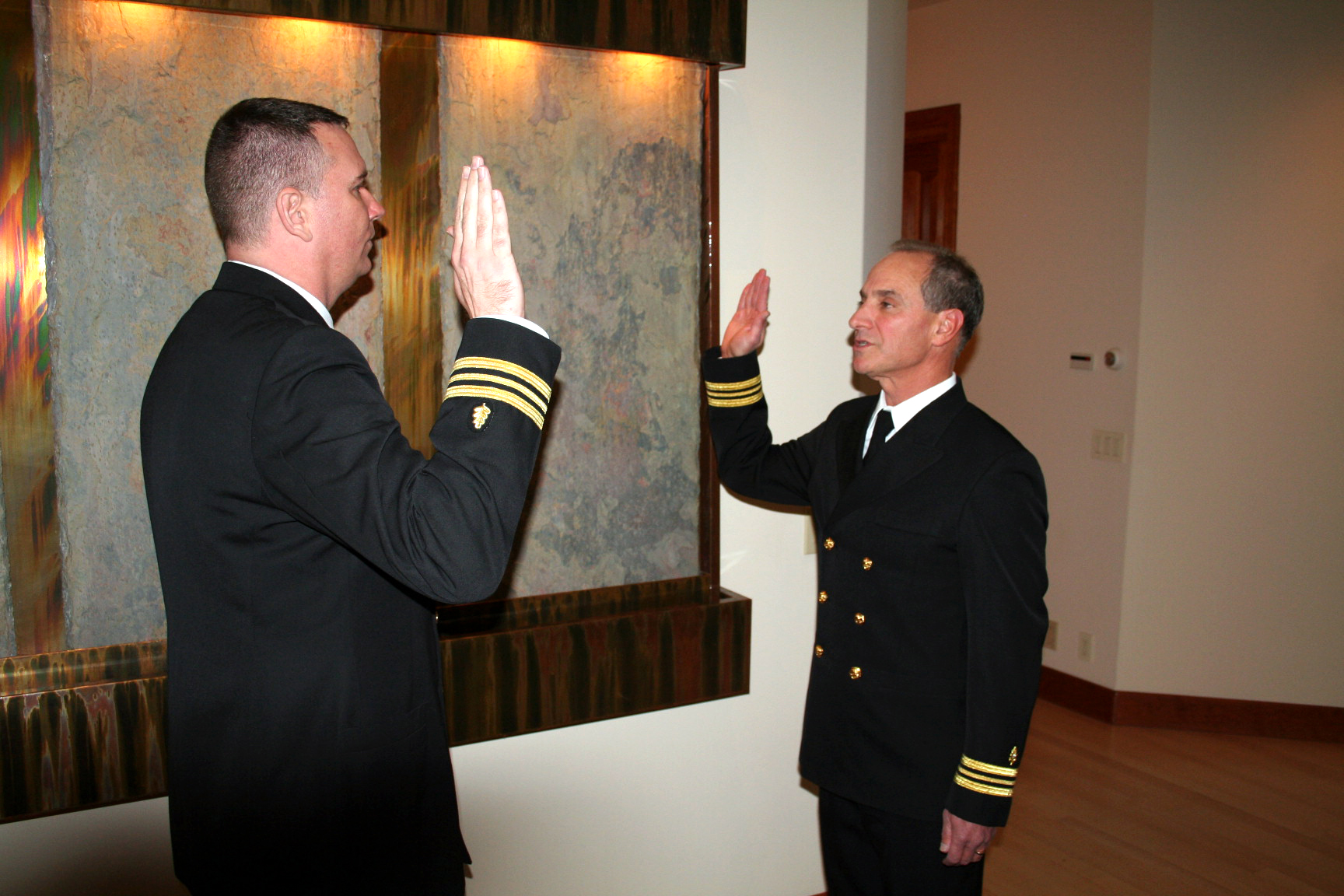
Un lieutenant commander médecin de bord faisant prêter serment à un autre lieutenant commander médecin.

## Équivalence
Le grade de lieutenant commander correspond au grade de major dans la United States Marine Corps, la United States Army et la United States Air Force. Dans d'autres marines militaires (comme la Marine Nationale française), il équivaut à celui de capitaine de corvette.